# Convent de Carmelites Calçades (Barcelona)
El Convent de Carmelites Calçades o de l'Encarnació era un conjunt monàstic del barri del Raval de Barcelona, del qual només es conserva una casa a la cantonada del carrers de l'Hospital i de la Rambla del Raval.

## Història i descripció
Va ser fundat el 1643 pel frare carmelita Martí Roman, també fundador d'un altre convent a Vilafranca del Penedès, on les monges que havien de formar part de la comunitat de Barcelona es van preparar. El 1648, Roman va adquirir unes casetes al carrer de l'Hospital davant del de la Riera d'en Prim (actualment Riera Baixa), on el 1649 es va poder inaugurar el nou convent. Posteriorment, fou ampliat amb noves adquisicions, i les obres, dirigides pel mestre de cases Joan Térmens, no s'acabarien fins al 1679, tot i que el 1674 es va consagrar l'església, dedicada a l'Encarnació, amb un gran retaule de fusta de Joan Gra a l'altar major (1676).
El 1707, el convent fou bombardejat i les monges es refugiaren al monestir de Montsió. El 1792, adquiriren una casa contigua amb hort al carrer de l'Hospital, i l'any següent, la priora Antònia de San Alberto va demanar permís per a fer-hi reformes. El 1798, les monges van adquirir per agnició de bona fe del xocolater Tomàs Puig un hort al carrer de la Cadena i el nou de Sant Rafael, que era part del que li havien establert en emfiteusi Joan Josep de Portell i Càncer i el seu fill Ramon de Portell i d'Oms, i del qual uns anys després se'n segregaria una parcel·la a Antoni i Manel Bertran Casaux (Sant Rafael, 22-24).
El 1814, al final de l'ocupació napoleònica, la comunitat va ser exclaustrada i es refugià al monestir de Valls. Després de l'alliberament de la ciutat, les monges tornaren aquell mateix estiu, però foren novament expulsades pels constitucionalistes el 1823 i no retornarien fins al 1825. Aleshores es van trobar que l'església tenia grans esquerdes a causa d'una fonamentació deficient sobre la Riera d'en Prim, i el 1830 en presentaren el projecte de reconstrucció, obra de l'arquitecte lleidatà Antoni Cellers i aprovat per la Reial Acadèmia de Belles Arts de Sant Ferran. El nou temple, inspirat en el de Sant'Andrea al Quirinale de Roma, obra de Bernini, era de planta el·líptica amb cúpula i un atri al davant, i fou inaugurat el 1832. Entre 1835 i 1844, les monges foren de nou exclaustrades, i un cop retornades, el pintor Miquel Fluyxench i Trell va fer sis quadres per a les capelles.
El 1852, l'Ajuntament de Barcelona obligà el convent a reconstruir la tanca de l'hort, i el 1853, la superiora va demanar permís per a reedificar la casa de la cantonada dels carrers de la Cadena i de l'Hospital, segons el projecte del mestre d'obres Josep Valls i Galí.

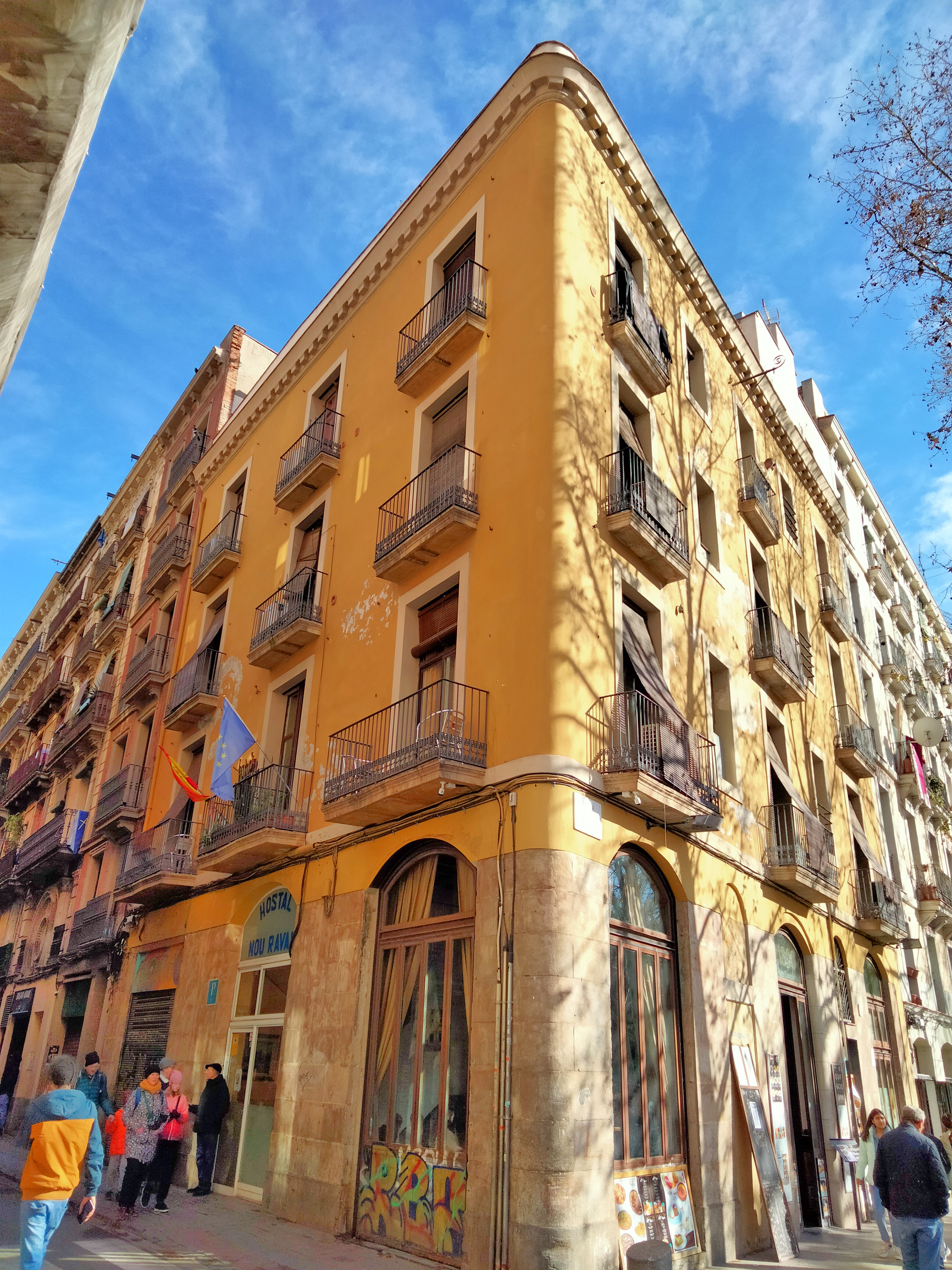
Casa del convent

Arran de la Revolució de 1868, l'església es convertí en seu de la parròquia de Santa Madrona, però l'any següent la comunitat fou novament exclaustrada i es traslladà a una casa de la Travessera de Dalt. Després de reclamar-ho a l'Estat, el 1873 les monges recuperaren la propietat del convent, del qual en prengueren possessió el 1876. Tanmateix, els desperfectes que havia sofert les motivà a vendre'l l'any següent per 500.000 pessetes a l'advocat Jaume Raventós i Modolell, que el 1882 el revengué al recentment constituït Banc de Lleida. El 1883, els nous propietaris van parcel·lar-ne els terrenys, segons el projecte de l'arquitecte Antoni Vila i Bruguera, i amb la societat ja en liquidació, en van treure els solars a subhasta pública.

Projecte d'obertura dels carrers de Sant Rafael, Sadurní i Beat Oriol

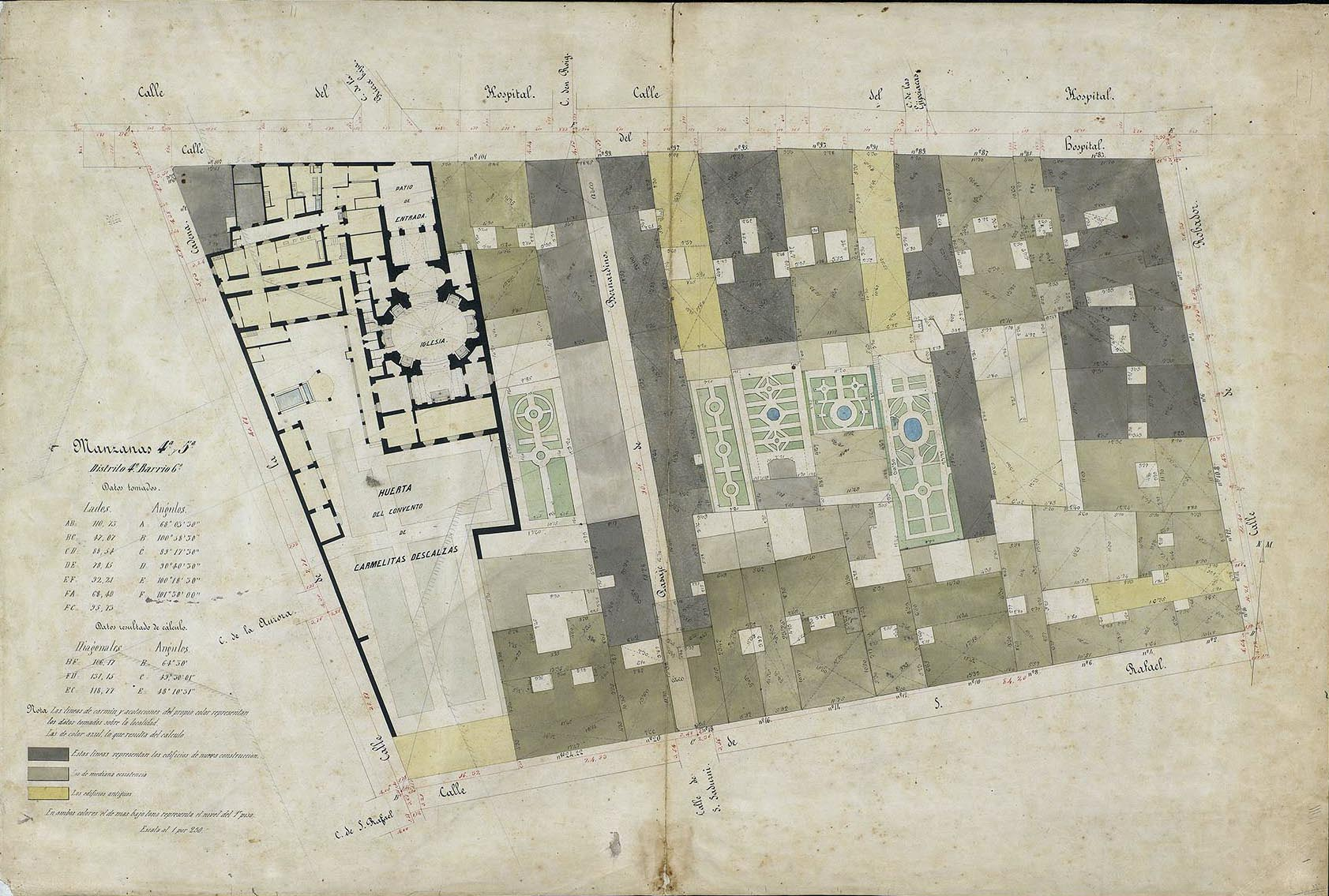
Quarteró núm. 99 de Garriga i Roca (c. 1860)

Mentrestant, les monges van iniciar la construcció d'un nou edifici al carrer de Déu i Mata de les Corts, projectat per l'arquitecte Eduard Mercader i inaugurat el 1884. Malmès el 1909 durant la Setmana Tràgica, el 1936 va ser assaltat i convertit en txeca, i les monges hi tornaren el 1939. El 1978 va ser abandonat pel seu mal estat, i la comunitat s'establí en un nou convent al carrer de Panamà, prop del Monestir de Pedralbes, projectat per Santiago Mestres Fossas i acabat pel seu nebot Jaume Mestres Gil.